# まごめ自然植物園
まごめ自然植物園（まごめしぜんしょくぶつえん）は、岐阜県中津川市にある植物園である。

## 概要
- 馬籠宿の北にあり、梵天山（標高696m）の麓にある湿原を中心とする植物園である。この地域の自然をそのまま植物園とした施設であり、1977年（昭和52年）7月開園[1]。
- 広さは約20,000m2。ハッチョウトンボの生息地でもある。園内は約1㎞の遊歩道で回る。
- テニスコートやバーベキュー場を併設する。

## 主な植物
300種以上（山口村誌（1995年）では296種）
- ハナノキ
- ヒトツバタゴ
- サクラバハンノキ
- ヘビノボラズ
- カナクギノキ
- シロモジ
- コバノミツバツツジ
- クロミノニシゴリ
- コムラサキ、サルトリイバラ
- ミカヅキグサ
- ミミカキグサ
- ベニシダ
- サギソウ
- サワシロギク

## 利用案内
- 所在地：岐阜県中津川市馬籠5729-15
- 開館時間：8:00 - 17:00
- 休園日：無休　※臨時休園あり
- 入館料：大人100円　小人50円
- 駐車場：20台　（無料）

## 交通アクセス

### 公共交通機関
- 北恵那交通「青野原」バス停より徒歩約5分
  - JR中央本線坂下駅より藤沢線「馬籠」行き　※本数が少ないため注意
- 北恵那交通「馬籠」バス停より徒歩約15分
  - JR中央本線中津川駅より馬籠線「馬籠」行き
- 中央道高速バス飯田線、伊那線、中央ライナー号「中央道馬篭」バス停より徒歩約40分

### 自動車
- 馬籠宿より県道7号中津川南木曽線を北上し、「馬籠」交差点で市道を北上
- 2023年（令和5年）度供用予定の中央自動車道神坂スマートインターチェンジ（仮称）が最寄りのインターチェンジとなる